# Dieter Euler
Dieter Euler  (* 10. Dezember 1952 in Köln) ist ein deutscher Wirtschaftspädagoge und emeritierter Professor für „Educational Management“ an der Universität St. Gallen. Seine Themenschwerpunkte sind Bildungsinnovationen, Sozialkompetenzen, pädagogische Hochschulentwicklung, digitale Mediendidaktik und Design-Based Research.

## Leben
Euler absolvierte nach der Schulzeit zunächst eine duale Berufsausbildung im Ausbildungsberuf "Datenverarbeitungskaufmann", bevor er nach einer einjährigen Tätigkeit als betrieblicher Ausbilder das Studium aufnahm. Er studierte an der Fachhochschule Trier Betriebswirtschaftslehre (1975–1978), nach dessen Abschluss Wirtschaftspädagogik an der Universität zu Köln (1978–1984). Als Stipendiat der Studienstiftung des deutschen Volkes studierte er Soziologie und Sozialphilosophie an der London School of Economics and Political Science (1981–1982). 1988 promovierte er an der Universität Köln mit einer Dissertationsschrift Kommunikationsfähigkeit und computerunterstütztes Lernen. 1994 habilitierte er sich an der Universität Köln und erhielt im gleichen Jahr einen Ruf auf die Professur für Wirtschaftspädagogik an der Universität Potsdam. Nach einem weiteren Ruf auf den Lehrstuhl für Pädagogik, insbesondere Wirtschaftspädagogik lehrte er von 1995 bis 2000 als Hochschullehrer an der Friedrich-Alexander-Universität Erlangen-Nürnberg. Einen Ruf an die Universität Erfurt (1999) lehnte er ab.
Im Jahr 2000 wechselte Euler an die Universität St. Gallen. Er übernahm den „Lehrstuhl für Wirtschaftspädagogik und Bildungsmanagement“ und wurde gemeinsam mit Christoph Metzger Direktor des Instituts für Wirtschaftspädagogik. Dort war er u. a. verantwortlich für die Gestaltung des wirtschaftspädagogischen Studiengangs. Im Februar 2018 wurde er emeritiert.
Seit April 2021 ist Euler kommissarischer Gründungspräsident der Beruflichen Hochschule Hamburg.

## Ausgewählte Funktionen
An den jeweiligen Universitätsstandorten übernahm Euler zahlreiche Funktionen und Verantwortlichkeiten, so u. a.:
- Leitung der Betriebswirtschaftlichen Fakultät an der Universität Erlangen-Nürnberg (1997–1998)
- Delegierter des Rektorats für die Entwicklung des Selbststudiums an der Universität St. Gallen (2000–2008)
- Dekan der School of Management an der Universität St. Gallen (2009–2011)
- Delegierter des Rektorats für Qualitätsentwicklung und Akkreditierungen (2011-heute)
- kommissarischer Gründungspräsident der Beruflichen Hochschule Hamburg (2021)

Zudem übernahm Euler zahlreiche Aufgaben und Funktionen auch außerhalb der jeweiligen Universität, so u. a.:
- Vizepräsident der Schweizerischen Gesellschaft für angewandte Berufsbildungsforschung (Swiss Society for applied research on vocational education) (2003–2008)
- Gründer und wissenschaftlicher Direktor des Swiss Center for innovations in learning (SCIL), Universität St. Gallen (seit 2003)
- Gründer und Direktor eines Kompetenzzentrums ("Leadinghouse") zur Berufsbildungsforschung in Forschungsbereich "Sozialkompetenzen" (2003–2007)
- Mitgründer und Vorsitzender des Supervisory Boards des Akkreditierungsprogramms CEL - Programme Accreditation for Technology-Enhanced Learning, der European Foundation of Management Development (EFMD), Brüssel / Belgien (seit 2004)
- Mitglied des wissenschaftlichen Beirats der Thurgauer Stiftung für Wissenschaft und Forschung, Schweiz (seit 2004)
- Mitglied des wissenschaftlichen Beirats des "Centre for Practice Based Professional Learning", Open University, UK (2005–2011)[3]
- Vorsitzender des Wissenschaftlichen Beirats des Bundesinstituts für Berufsbildung, Germany (2005–2013)
- Mitglied des Innovationskreis Berufliche Bildung beim Bundesminister für Bildung und Forschung, Berlin (2005–2006)
- Präsident des Wissenschaftlichen Beirats für Qualitätsentwicklung an Fachhochschulen in der Schweiz, Schweizerische Agentur für Akkreditierung und Qualitätssicherung, Bern (2006–2014)
- Präsident des Akkreditierungsrats für internationale Akkreditierungen, Schweizerische Agentur für Akkreditierung und Qualitätssicherung, Bern (2009–2014)

## Arbeits- und Forschungsschwerpunkte
Euler fokussierte im Laufe seiner wissenschaftlichen Tätigkeit unterschiedliche Arbeits- und Forschungsschwerpunkte.

### Didaktischer Einsatz digitaler Lernmedien
Grundgelegt durch die Dissertationsschrift "Kommunikationsfähigkeit und computerunterstütztes Lernen" (1988) wurde in Projekten und Forschungsarbeiten die Frage untersucht: "Inwieweit können digitale Lernmedien dazu beitragen, Lernprozesse motivierender, individualisierter und nachhaltiger zu gestalten". Bedingt durch die technologische Entwicklung veränderten sich die medialen Grundlagen rasant, die didaktischen Kernfragen blieben jedoch (weitgehend) unverändert. Die Fragen wurden zunächst mit einem Fokus auf die Berufsbildung untersucht. Mit dem Wechsel an die Universität St. Gallen erweiterte Euler den Fokus auf die Gestaltung von Lernumgebungen für ein mediengestütztes Selbststudium. 2006 erhielt er mit seinem Team für das Projekt "Strategiebasierte Entwicklung und Implementierung des mediengestützten Selbststudiums an der Universität St. Gallen" den von der "Gesellschaft für Medien in der Wissenschaft" ausgeschriebenen Medida-Prix.
| - Euler, D. (1989). Kommunikationsfähigkeit und computerunterstütztes Lernen. Köln: Müller Botermann. - Euler, D. (1992). Didaktik des computerunterstützten Lernens - Praktische Gestaltung und theoretische Grundlagen. Nürnberg: bw-Verlag. - Euler, D. (1994). (Multi)Mediales Lernen - Theoretische Fundierungen und Forschungsstand. Unterrichtswissenschaft, 4, 291 – 311. - Euler, D. & Twardy, M. (1995). Multimediales Lernen. In R. Arnold & A. Lipsmeier (Hrsg.), Handbuch der Berufsbildung (356 – 365). Opladen: Budrich. - Euler, D. (2000). High Teach durch High Tech? - Überlegungen zur Neugestaltung der Universitätslehre mit Hilfe der neuen Medien. In W. Scheffler & K.-I. Voigt (Hrsg.), Entwicklungsperspektiven im Electronic Business (53–80). Wiesbaden: Schäffer-Poeschel. - Euler, D. (2001). High Teach durch High Tech? - Von der Programmatik zur Umsetzung: Neue Medien in der Berufsbildung aus deutscher Sicht. Zeitschrift für Berufs- und Wirtschaftspädagogik, 97, 25–43. - Euler, D. (2002). Die virtuelle Schule - Chancen und Gefahren. In R. Fortmüller (Hrsg.), Komplexe Methoden. Neue Medien (195–215). Wien: Manz. - Euler, D. (2002). From Connectivity to Community. In S. Spoun & W. Wunderlich (Hrsg.), Medienkultur im digitalen Wandel (205–233). Bern: Haupt. - Euler, D. & Wilbers, K. (2002). Selbstlernen mit neuen Medien didaktisch gestalten. Hochschuldidaktische Schriften Bd. 1. St. Gallen: Institut für Wirtschaftspädagogik. - Euler, D. & Seufert, S. (Hrsg.) (2004). E-Learning in Hochschulen und Bildungszentren. München, Wien: Oldenbourg. - Euler, D. (2005). Qualitätsentwicklung in E-Learning-unterstützten Bildungsprogrammen. In Kerres, M. & R. Keil-Slawik (Hrsg.), Hochschulen im digitalen Zeitalter: Innovationspotenziale und Strukturwandel (355–368). Münster u. a.: Waxmann. - Euler, D., Hasanbegovic, J., Kerres, M. & Seufert, S. (2006). Handbuch der Kompetenzentwicklung für E-Learning Innovationen. Bern: Huber. - Euler, D., Seufert, S. & Zellweger, F. (2006). Geschäftsmodelle zur nachhaltigen Implementierung von eLearning an Hochschulen. Zeitschrift für Betriebswirtschaft, Special Issue 2/2006, 85–103. - Euler, D. & Seufert, S. (2009). E-Learning in Management und Unternehmenskommunikation. In Issing, L.J. & Klimsa, P. (Hrsg.), Online-Lernen (427–438). Oldenbourg: München. |

### Förderung und Prüfung von Sozialkompetenzen
Während die Relevanz von Sozialkompetenzen in der Praxis von Schule und Beruf offensichtlich ist, steht die didaktische Forschung noch am Anfang. Was genau wird unter 'Sozialkompetenzen' verstanden? Welche Teilkompetenzen können im Einzelnen bestimmt werden, um Lernziele für eine überschaubare didaktische Einheit zu formulieren und dem Lehren eine klare Orientierung zu geben? Wie können Sozialkompetenzen gezielt gefördert werden? Inwieweit können Sozialkompetenzen diagnostiziert beziehungsweise einer Lernerfolgsprüfung unterzogen werden?
Diese Fragen wurden von Euler an der Universität Erlangen-Nürnberg in ein Forschungsprogramm überführt und in zahlreichen Projekten, Dissertationen und Modellversuchen untersucht. Eine systematische Weiterführung fanden diese Arbeiten innerhalb des Leadinghouse "Sozialkompetenzen" an der Universität St. Gallen. Zudem wurde die Förderung von Sozialkompetenzen zu einem wesentlichen Schwerpunkt in der wirtschaftspädagogischen Ausbildung an der Universität St. Gallen.

| - Euler, D. (2004). Sozialkompetenzen bestimmen, fördern und prüfen. Grundfragen und theoretische Fundierung. St. Gallen: IWP. - Euler, D. (2004). Kommunikationsstörungen im Unterricht - der unbekannte Normalfall? In Dubs, R., Euler, D. & Seitz, H. (Hrsg.) (2004). Aktuelle Aspekte in Schule und wissenschaftlichem Unterricht (142–154). St. Gallen: IWP. - Euler, D. & Bauer-Klebl, A. (2008). Bestimmung und Präzisierung von Sozialkompetenzen. Zeitschrift für Berufs- und Wirtschaftspädagogik, 104, 16–47. - Euler, D. (Hrsg.) (2009). Sozialkompetenzen in der beruflichen Bildung. Bern: Haupt. |

### Innovation in der beruflichen Bildung
Mit dem Wechsel an die Universität Erlangen-Nürnberg intensivierte Euler den Arbeitsschwerpunkt "Berufliche Bildung". In Studien und Modellversuchen wurden Reformschwerpunkte identifiziert und in konzeptionelle Vorschläge überführt. In zwei Programmträgerschaften mit den Schwerpunkten "Kooperation der Lernorte im dualen System der Berufsbildung" (1999–2004) und "Selbstgesteuertes Lernen in der beruflichen Bildung" (2004–2008) wurden ca. 40 Modellversuche wissenschaftlich begleitet und ausgewertet.
Eine weitere Facette erhielten die Arbeiten in diesem Schwerpunkt durch die Berufung in den Innovationskreis Berufliche Bildung durch die Bundesministerin für Bildung und Forschung (2005–2006) sowie in den Wissenschaftlichen Beirat des Bundesinstituts für Berufsbildung (2005–2013). Im Rahmen des Innovationskreises entwickelte Euler (gemeinsam mit E. Severing) einen Vorschlag zur Modularisierung von Ausbildungsgängen, der bis heute kontrovers diskutiert wird.
Seit 2007 wirkt Euler in verschiedenen Projekten der Bertelsmann-Stiftung mit, die sich mit Reformthemen der beruflichen Bildung beschäftigen (u. a. Inklusion in der beruflichen Bildung; Verzahnung von Berufs- und Hochschulbildung; Migration).
Im Rahmen dieses Arbeitsschwerpunktes ist Euler beratend in diversen internationalen Projekten tätig, so beispielsweise in Vietnam, China, Palästina und Serbien.

| - Euler, D. (1998). Modernisierung des dualen Systems - Problembereiche, Reformvorschläge, Konsens- und Dissenslinien. Bonn: BLK. - Euler, D. (2003). Lernortkooperation in der beruflichen Bildung - Stand und Perspektiven aus Sicht wirtschaftspädagogischer Forschung. Zeitschrift für Pädagogik, 40. Beiheft, 249–272. - Euler, D. (Hrsg.) (2003). Handbuch der Lernortkooperation. Band 1: Theoretische Fundierungen. Bielefeld: Bertelsmann. - Euler, D. (Hrsg.) (2003). Handbuch der Lernortkooperation. Band 2: Praktische Erfahrungen. Bielefeld: Bertelsmann. - Euler, D. (2005). Qualitätsentwicklung in der Berufsausbildung. Heft 127 der Materialien zur Bildungsplanung und zur Forschungsförderung, Bonn: Bund-Länder-Kommission für Bildungsplanung und Forschungsförderung. - Euler, D. (Hrsg.) (2006). Facetten des beruflichen Lernens. Bern: h.e.p. - Euler, D. & Severing, E. (2006). Flexible Ausbildungswege in der Berufsbildung. Bielefeld: W. Bertelsmann. - Euler, D., Pätzold, G. & Walzik, S. (2007). Kooperatives Lernen in der beruflichen Bildung. Beiheft 21 der Zeitschrift für Berufs- und Wirtschaftspädagogik. Stuttgart: Steiner. - Euler, D. (2009). Übergangssystem - Chancenverbesserung oder Vorbereitung auf das Prekariat? In Heidemann, W. & Kuhnhenne, M. (Hrsg.), Zukunft der Berufsausbildung (83–98). Hans-Böckler-Stiftung: Düsseldorf. - Euler, D. & Pätzold, G. u. a. (2010). Selbstgesteuertes und kooperatives Lernen in der beruflichen Erstausbildung. Bochum / Freiburg: Projekt Verlag. - Euler, D., Walwei, U. & Weiß, R. (Hrsg.) (2010). Berufsforschung für eine moderne Berufsbildung - Stand und Perspektiven. Beiheft 24 der Zeitschrift für Berufs- und Wirtschaftspädagogik. Stuttgart: Steiner. - Euler, D. (2012). Rückblick-Einblick-Ausblick: Das Übergangssystem im Übergang zum Inklusionsprinzip? Zeitschrift für Berufs- und Wirtschaftspädagogik, 108, 321–328. - Euler, D. (2012). Modularisierung in der beruflichen Bildung - ein Ansatz zur sozialen Inklusion gefährdeter Jugendlicher. Sozialer Fortschritt, 61, 265–272. - Euler, D. (2013). Das duale System in Deutschland - Vorbild für einen Transfer ins Ausland? Gütersloh: Bertelsmann Stiftung. (Engl.: Germany's dual vocational training system: a model for other countries? Span.: El sistema dual en Alemania - Es possible transferir el modelo al extranjero?) - Euler, D. (2013). Ist das Berufsprinzip noch zeitgemäß? In Pahl, J.-P. & Herkner, V. (Hrsg.). Handbuch Berufsforschung (264–273). Bielefeld: W. Bertelsmann. - Brahm, T.; Euler, D. & Steingruber, D. (2014). Transition from school to VET in German-speaking Switzerland. Journal of Vocational Education & Training, 66(1), 89–104. doi:10.1080/13636820.2013.877066. - Euler, D. (2014). Berufs- und Hochschulbildung - (Ungleicher) Wettbewerb oder neue Formen des Zusammenwirkens? Zeitschrift für Berufs- und Wirtschaftspädagogik, 110, 321–334. |

### Pädagogische Hochschulentwicklung
Euler beschäftigte sich zunächst konzeptionell-praktisch, zunehmend auch forschungsbezogen mit Fragen der Hochschulentwicklung. Mit der Bologna-Reform stellen sich für die Gestaltung von Lehre und Studium neue Herausforderungen, die durch die Konzepte der Hochschuldidaktik alleine nicht bewältigt werden können. Ausgehend von praktischen Entwicklungsarbeiten an der Universität St. Gallen entwickelte Euler einen Bezugsrahmen für die pädagogische Hochschulentwicklung, in dem individuelle Kompetenzentwicklung und organisationale Rahmenentwicklung miteinander verzahnt werden.
In der pädagogischen Hochschulentwicklung versteht Euler einen wesentlichen Forschungs- und Lehrbereich für die Weiterentwicklung der wissenschaftlichen Disziplin Wirtschaftspädagogik. Ein aktueller Gegenstand der Hochschulentwicklung sieht er in der Frage, wie nachhaltiges und verantwortliches Handeln bei den Studierenden an der Universität entwickelt werden kann.

| - Euler, D. (2008). Strategisches Management an Hochschulen. Theoretische Fundierungen und praktische Umsetzungsbeispiele. In Stratmann, J. & Kerres, M. (Hrsg.), E-Strategy (11–28). Waxmann: Münster u. a. - Euler, D. (2010). Shaping Learning Cultures: A Strategic Challenge for Universities. In Ehlers, U.-D. & Schneckenberg, D. (eds.), Changing Cultures in Higher Education (75–84). Heidelberg u. a.: Springer. - Euler, D. & Seufert, S. (2011). "Reflective executives" - A Realistic Goal for Modern Management Education? In W. Amann, M. Pirson, C. Dierksmeier, E. v. Kimakowitz & H. Spitzeck (ed.), Business Schools Under Fire: Humanistic Management Education as the Way Forward (212–226). Palgrave Macmillan: Houndmills. - Feixas, M., & Euler, D. (2013). Academics as teachers: New approaches to teaching and learning and implications for professional development programmes. International HETL Review, Volume 2, Article 12, . - Euler, D. & Feixas, M. (2013). Reflective leadership: a vision for international management education. In D. Tsang, H.H. Kazeroony & G. Ellis (ed.), The Routledge Companion to International Management Education (3–14). Routledge: Milton Park. - Euler, D. (2013). Von der Hochschuldidaktik zur Hochschulentwicklung - neue Herausforderungen für die Gestaltung von Lehre und Studium. Zeitschrift für Berufs- und Wirtschaftspädagogik, 109, 360–373. - Euler, D. & Severing, E. (2014). Inklusion in der Berufsbildung. Zeitschrift für Berufs- und Wirtschaftspädagogik, 110, 114–132. |

### Methodologische Fundierungen: Design-Based Research
Wissenschaftstheoretisch folgen viele der wissenschaftlichen Arbeiten von Euler dem Ansatz einer gestaltungsorientierten Forschung (Design-based Research). In der Wirtschaftspädagogik wurden bereits zu Beginn der 1990er Jahre Forschungskonzepte praktiziert und veröffentlicht, die darauf zielten, im Rahmen von Innovations? und Gestaltungsprojekten die drei Handlungsschwerpunkte Theoriebildung, Theorieüberprüfung und Theorieanwendung zu verbinden. Während Sloane zur Kennzeichnung den Begriff der "Modellversuchsforschung" verwendete, etikettierte Euler sein Konzept als "Wissenschaft-Praxis-Kommunikation".

| - Euler, D. (1994). Didaktik einer sozio-informationstechnischen Bildung, Köln: Botermann. - Euler, D. (1996). Denn sie tun nicht, was sie wissen - Über die (fehlende) Anwendung wissenschaftlicher Theorien in der wirtschaftspädagogischen Praxis. Zeitschrift für Berufs- und Wirtschaftspädagogik, 4, 350–365. - Euler, D. / Sloane, P. F. E. (1998). Implementation als Problem der Modellversuchsforschung. Unterrichtswissenschaft, 4, 312 – 326. - Euler, D. (2003). Potentiale von Modellversuchsprogrammen für die Berufsbildungsforschung. Zeitschrift für Berufs- und Wirtschaftspädagogik, 99, 201–212. - Euler, D. (2005). Transfer von Modellversuchsergebnissen in die Berufsbildungspraxis - Ansprüche, Probleme, Lösungsansätze. Zeitschrift für Berufs- und Wirtschaftspädagogik, 101, 43–57. - Euler, D. (2007). Berufsbildungsforschung zwischen Wissenschaft und Machenschaft. In Reinmann, G. & Kahlert, J. (Hrsg.), Der Nutzen wird vertagt (82–100). Pabst: Lengerich u. a. - Euler, D. (2008). Unter Weißkittel- und Blaukittelforschern: Aufgaben und Stellenwert der Berufsbildungsforschung. In Euler, D. u. a., Neue Forschungsverständnisse in den Sozialwissenschaften (43–74). Bundesinstitut für Berufsbildung: Bonn. - Euler, D. (2010). Paradigmata im Vergleich. In Nickolaus, R., Pätzold, G., Reinisch, H. & Tramm, T. (Hrsg.), Handbuch Berufs- und Wirtschaftspädagogik (386–389). Bad Heilbrunn: UTB-Klinkhardt. - Euler, D. (2011). Wirkungs- vs. Gestaltungsforschung - eine feindliche Koexistenz? Zeitschrift für Berufs- und Wirtschaftspädagogik, 107, 520–542. - Euler, D. & Sloane, P.F.E. (Hrsg.) (2014). Design-Based Research. Stuttgart: Franz Steiner Verlag. - Euler, D. (2014). Design-Research - a paradigm under development. In D. Euler & P.F.E. Sloane (Hrsg.). Design-Based Research (15–44). Stuttgart: Franz Steiner Verlag. - Euler, D. (2014). Design Principles als Kristallisationspunkt für Praxisgestaltung und wissenschaftliche Erkenntnisgewinnung. In D. Euler & P.F.E. Sloane (Hrsg.). Design-Based Research (97–112). Stuttgart: Franz Steiner Verlag. |

## Gesamtverzeichnis der Veröffentlichungen
- Forschungsplattform Universität St. Gallen:
- Deutsche Nationalbibliothek:

## Veröffentlichungen zu weiteren Themenkomplexen
- Euler, D. (2001): Pädagogik in der Wirtschaft: Variationen eines Spannungsverhältnisses. In K. A. Schachtschneider, H. Piper & M. Hübsch (Hrsg.), Transport - Wirtschaft - Recht, Gedächtnisschrift für Johann Georg Helm (473–488). Berlin.
- Dubs, R., Euler, D., Rüegg-Stürm, J. & Wyss, C. (Hrsg.) (2004): Einführung in die Managementlehre. 5 Bände. Bern, Stuttgart, Wien: Haupt.
- Euler, D. (2004): Bildungsmanagement. In Dubs, R., Euler, D., Rüegg-Stürm, J. & Wyss, C. (Hrsg.), Einführung in die Managementlehre. Band 4 (31–57). Stuttgart, Wien, Bern: Haupt.
- Euler, D. (2005): Forschendes Lernen. In Spoun, S. & Wunderlich, W. (Hrsg.), Studienziel Persönlichkeit (253–272). Frankfurt, New York: Campus.
- Euler, D. & Hahn, A. (2014): Wirtschaftsdidaktik. 3. Aufl. Bern, Stuttgart, Wien: Haupt

## Herausgeberschaften
- Zeitschrift für Berufs- und Wirtschaftspädagogik (seit 2003)
- Zeitschrift für Hochschulentwicklung (seit 2005)